# Pathet Lao
El Pathet Lao (en laosiano: ປະເທດລາວ, romanización: Pa thēt Lāo, con el sentido de «Nación, o país, de Laos»), oficialmente el Ejército Popular de Liberación de Laos, fue un movimiento político comunista e independentista de Laos, formado a mediados del siglo XX. El grupo finalmente logró asumir el poder político absoluto el 2 de diciembre de 1975, después de la guerra civil laosiana. Los Pathet Lao siempre estuvieron estrechamente asociados con los comunistas vietnamitas. Durante la guerra civil, fue efectivamente organizado, equipado e incluso dirigido por el Ejército Popular de Vietnam (EPV). Lucharon contra las fuerzas anticomunistas en la guerra de Vietnam. Finalmente, el término se convirtió en el nombre genérico de los comunistas laosianos.
La fuente más importante de ayuda militar al movimiento fue China; bajo las órdenes de Mao Zedong, el Ejército Popular de Liberación proporcionó 115.000 armas, 920.000 granadas y 170 millones de balas, y entrenó a más de 700 de sus oficiales militares.

## Organización
El movimiento político del Pathet Lao se denominó primero "Partido del Pueblo de Laos" (1955-1972) y luego "Partido Revolucionario del Pueblo Lao" (1972 - presente).
Los líderes clave del Pathet Lao incluyen al príncipe Souphanouvong, Kaysone Phomvihane, Phoumi Vongvichit, Nouhak Phoumsavanh y Khamtay Siphandone.
El ala política del Pathet Lao, llamado "Frente Patriótico Lao" ((Neo Lao Hak Xat at)) sirvió en múltiples gobiernos de coalición, a partir de 1956. Durante las décadas de 1960 y 1970, el Pathet Laos luchó contra el Gobierno Real de Laos durante la guerra civil de Laos, ganando el control del norte y el este de Laos. El Pathet Lao ganó el poder en todo el país en la primavera de 1975. En diciembre, cayó el gobierno de Vientián respaldado por Estados Unidos y el Partido Revolucionario del Pueblo Lao formó un nuevo gobierno.

## Historia

### 1940 y 1950
La organización puede rastrear sus raíces desde la Segunda Guerra Mundial, similar al Khmer Issarak en Camboya y el Viet Minh en Vietnam. Originalmente, el Lao Issara, un movimiento nacionalista no comunista y antifrancés formado el 12 de octubre de 1945, pasó a llamarse "Pathet Lao" en 1950, cuando fue adoptado por las fuerzas de Laos bajo el mando de Souphanouvong, que se unió a los vietnamitas. La revuelta de Minh contra las autoridades coloniales francesas en la  Indochina durante la primera guerra de Indochina.: 12–3 
Souphanouvong, que había pasado siete años en Nha Trang: 7 durante sus dieciséis años en Vietnam, conoció a Ho Chi Minh, se casó con una mujer vietnamita mientras estaba en Vietnam y solicitó la ayuda del Viet Minh para encontrar una fuerza guerrillera.
En agosto de 1950, Souphanouvong se unió al Viet Minh en su cuartel general al norte de Hanói, Vietnam, y se convirtió en el jefe del Pathet Lao, junto con su brazo político denominado "Neo Lao Issara" (Frente libre Lao).: 142–3 El Pathet Lao fundó un gobierno de resistencia con miembros: Souphanouvong (primer ministro, ministro de relaciones exteriores), Kaysone Phomvihane (ministro de defensa), Nouhak Phoumsavanh (ministro de economía), Phoumi Vongvichit (vice primer ministro, ministro del interior) ., Souk Vongsak, Sithon Kommadam y Faydang Lobliayao. Este fue un intento de dar un falso frente de autoridad al movimiento comunista de Laos al afirmar que representa un esfuerzo unido no partidista. Dos de sus fundadores más importantes eran miembros del Partido Comunista Indochino, que defendía el derrocamiento de la monarquía así como la expulsión de los franceses.

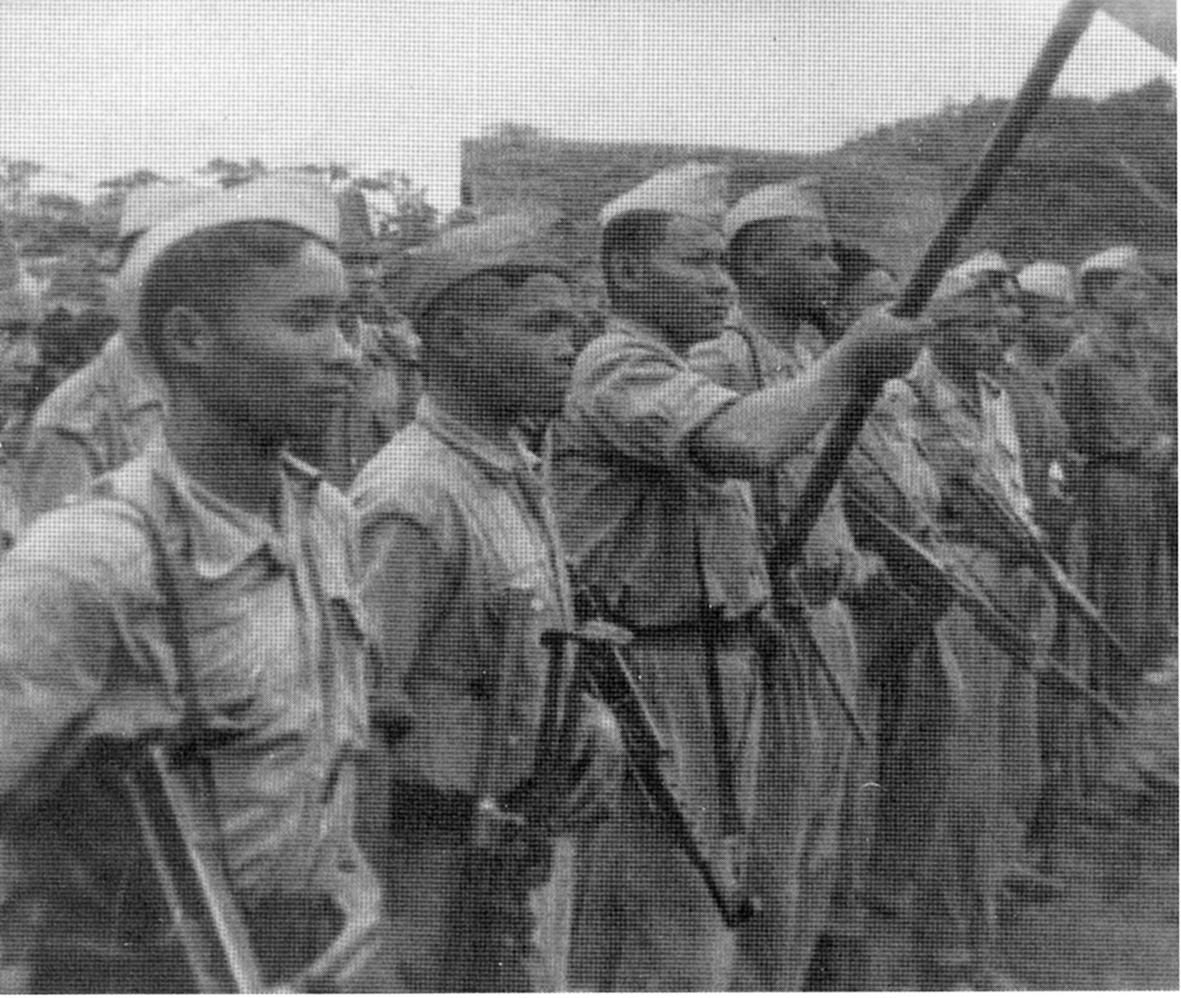
Pathet Lao en Xam Neua en 1953

En 1953, los combatientes del Pathet Lao acompañaron una invasión de Laos desde Vietnam dirigida por las fuerzas del Viet Minh; establecieron un gobierno en Viengxay en la provincia de Houaphan en el noreste de Laos.: 71–2 Los comunistas comenzaron a hacer incursiones en el centro de Laos con el apoyo del Viet Minh y estalló una guerra civil; el Pathet Lao ocupó rápidamente secciones sustanciales del país.
Los acuerdos de la Conferencia de Ginebra requerían la retirada de las fuerzas extranjeras y permitieron que el Pathet Lao se estableciera como un régimen en las dos provincias del norte de Laos.: 73–8  El Viet Minh y los norvietnamitas, a pesar del acuerdo, nunca se retiraron realmente de las áreas fronterizas de Laos y el Pathet Lao continuó operando casi como una organización filial del Viet Minh. Dos meses después de la conferencia, los norvietnamitas formaron la unidad Grupo 100 con cuartel general en Ban Nameo.: 84–5  La unidad controlaba y dirigía efectivamente el Movimiento Pathet Lao.
Se formó en un partido oficial, el Frente Patriótico Lao (Neo Lao Hak Sat (NLHS)), en 1956: 46  Su objetivo declarado era librar la lucha comunista contra el capitalismo y el colonialismo occidental y el imperialismo. No declarada fue su subordinación al Partido Comunista de Vietnam. 
En 1957 se estableció un gobierno de coalición entre monárquicos y comunistas. En mayo de 1959, dos batallones del Pathet Lao que habían sido seleccionados para integrarse en el Ejército Real de Laos (ERL) fueron rodeados por tropas del ERL que intentaron desarmarlos, parte de un batallón fue capturado pero el resto huyó a Vietnam del Norte. Luego, en julio de 1959, la policía de Laos arrestó a 16 miembros de Neo Lao Hak Sat, incluidos siete que habían sido elegidos para la Asamblea Nacional, por cargos de traición. Estas acciones provocaron la reanudación de los combates.: 85–9 

### De 1959 a 1975
A fines de 1959, Vietnam del Norte había vuelto a ocupar áreas del este de Laos.: 90–3 El área se utilizó como ruta de tránsito para hombres y suministros destinados a la insurgencia del Viet Cong en Vietnam del Sur, que se conoció como el Camino de Ho Chi Minh. En septiembre de 1959, Vietnam del Norte formó el Grupo 959 en Laos con el objetivo de asegurar la ruta de suministro a Vietnam del Sur y convertir el Pathet Lao en una contrafuerza más fuerte contra el gobierno real de Laos.: 95–6  El Grupo 959 abasteció, entrenó y apoyó militarmente abiertamente al Pathet Lao: 141–4 La estrategia típica durante esta era era que los regulares del EPV atacaran primero pero luego enviaran al Pathet Lao al final de la batalla para reclamar la victoria.: 181 
A principios de la década de 1960, se intentaron más intentos de acuerdos de neutralidad y un gobierno de coalición, principalmente el Acuerdo Internacional sobre la Neutralidad de Laos firmado en Ginebra el 23 de julio de 1962, pero como Vietnam del Norte no tenía intención de retirarse de Laos, todos estos acuerdos fracasaron.El Pathet Lao entró en otro gobierno de coalición en junio de 1962, pero en abril de 1963 el Pathet Lao abandonó la coalición y reanudó la lucha.: 113–5 
A mediados de la década de 1960, el país había caído en una guerra de poder entre grupos militares irregulares proestadounidenses y provietnamitas del norte. El EPV/ Pathet Lao luchó contra el ERL, las fuerzas irregulares de EE. UU. (incluidos Air America y otros empleados contratados y comandos hmong) y fuerzas voluntarias tailandesas en Laos ganando el control efectivo en el norte y el este. El gobierno mismo era efectivamente impotente. Hasta 1968, las operaciones militares eran realizadas por pequeñas unidades, generalmente de tamaño de una compañía o como máximo un Batallón. Por lo general, el ERL sería dominante en la estación húmeda de mayo a octubre cuando el EPV/Pathet Lao quedó inmovilizado por las lluvias y el EPV/Pathet Lao dominaría durante la estación seca de noviembre a abril.: 138–9 Las fuerzas del EPV en Laos se centraron principalmente en apoyar y defender el Camino Ho Chi Minh, con el apoyo a la revolución Pathet Lao como un papel secundario. En 1968, de las 40 000 tropas del EPV estimadas en Laos, 25 000 se dedicaron a apoyar al camino, 700 como asesores del Pathet Lao y el resto en unidades móviles de apoyo a las operaciones del Pathet Lao.: 171–2 Públicamente, los norvietnamitas sostuvieron que no tenían tropas en Laos y que estaban respetando el Acuerdo de Ginebra, mientras que Estados Unidos y sus aliados lo estaban violando; Estados Unidos afirmó exactamente lo contrario.: 188–9 
El cuartel general o centro supremo del Pathet Lao estaba ubicado en las cuevas de Viengxay cerca de Xam Neua atendido por aproximadamente 500 personas.: 50 La membresía del NLHS se estimó en 11,000 en 1965 y 14,000 en 1978.: 30 
En octubre de 1965, las fuerzas armadas pasaron a llamarse Ejército Popular de Liberación de Laos (EPLL). La fuerza estimada del EPLL fue de 25.000 en junio de 1965, 33.000 en abril de 1967, más de 48.000 en 1970 y 35.000 a finales de 1972.: 69–70 El EPLL se dividió en fuerzas regulares, regionales/populares y milicias/guerrillas. A las fuerzas del EPLL se les asignaron asesores del EPV, pero no se mezclaron con las fuerzas del EPV.: 75–6 El reclutamiento en el EPLL se basó en apelaciones al patriotismo de los jóvenes laosianos a quienes se les dijo que su país era rico en recursos naturales pero que la gente era pobre a causa del capitalismo y el imperialismo estadounidense.: 78 Si los voluntarios no llegaban, entonces se reclutaría a los jóvenes, con una edad de reclutamiento de 15 años, pero en muchos casos los reclutas tenían tan solo 12 años.: 78  El entrenamiento era rudimentario y se ponía más énfasis en el adoctrinamiento político que en las habilidades militares, ya que se consideraba que la "voluntad de lucha" era la fuente más importante de apoyo militar.: 83–5 Las unidades militares tenían un Comisario político hasta el nivel de compañía.: 86 Los EPLL dependían completamente del EPV para el suministro de armas y municiones y, en general, el ERL los superaba en armas.: 92 
En mayo de 1968, el EPV lanzó una invasión de múltiples divisiones de Laos. El Pathet Lao sirvió efectivamente como fuerza auxiliar del EPV.: 72–3 En junio de 1969,el EPV/Pathet Lao lanzó la Campaña Toan Thang, su primera ofensiva en la temporada de lluvias. Incapaz de igualar las armas pesadassoviéticas y chinas además de la fuerza numérica de las fuerzas EPV/Pathet Lao, el ERL sufrió grandes pérdidas.: 73 En septiembre de 1969, el ERL atacó las posiciones del EPV/Pathet Lao en la Llanura de las Jarras y a lo largo del sendero Ho Chi Minh, mientras que las fuerzas del ERL inicialmente exitosas fueron rechazadas por laCampaña 139 del EPV/Pathet Lao.
El 2 de febrero de 1971, el EPV/Pathet Lao lanzó la Campaña 74B capturando temporalmente la Llanura de las Jarras y bombardeando Long Tieng, la base del ejército alineado con el ERL de Vang Pao antes de retirarse.: 295–300 El 28 de octubre de 1972, el EPV/Pathet Lao lanzó la Campaña 972 obteniendo una serie de victorias sobre las fuerzas del ERL cansadas de la guerra.: 394–5 
Con la firma de los Acuerdos de Paz de París el 27 de enero de 1973, todos los prisioneros estadounidenses iban a ser liberados bajo la Operación Homecoming. El Departamento de Defensa de los Estados Unidos (DDEEUU) enumeró a 311 estadounidenses como desaparecidos en Laos, sin embargo, el 1 de febrero de 1973, los norvietnamitas entregaron a los estadounidenses una lista de prisioneros de guerra en Laos que incluía solo nueve estadounidenses: siete militares y dos civiles. Las agencias estadounidenses creen que hasta 41 estadounidenses pueden haber sido prisioneros del Pathet Lao. Charles Shelton, quien fue capturado el 29 de abril de 1965, fue incluido como prisionero por el Departamento de Defensa hasta septiembre de 1994. Al 26 de julio de 2019, la Agencia de contabilidad POW/MIA de defensa del DDEEUU enumeró a 286 estadounidenses como desaparecidos en Laos, de los cuales 263 fueron clasificados como persecución adicional, 12 diferidos y 11 no recuperables.

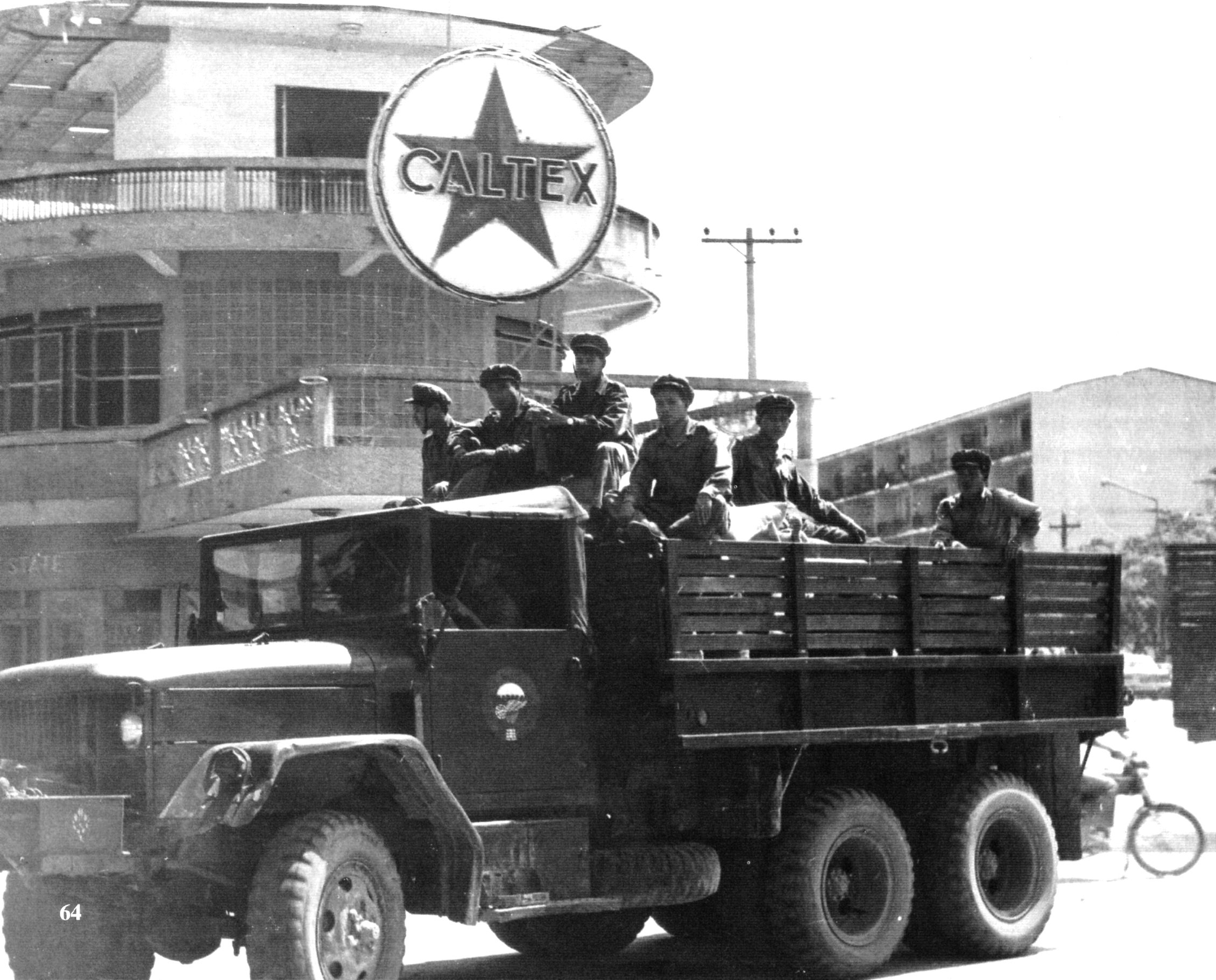
Soldados del Pathet Lao en Vientián, Laos, 1973

Poco después de que los Acuerdos de Paz de París pusieran fin a la participación de Estados Unidos en la guerra de Vietnam, el Pathet Lao y el gobierno de Laos firmaron un acuerdo de alto el fuego, el Tratado de Vientián, el 21 de febrero de 1973.
El 4 de abril de 1974 se formó en Laos el Gobierno Provisional de la Unión Nacional (GPUN).
En diciembre de 1974, los Pathet Lao fueron responsables del asesinato de Charles Dean y Neil Sharman, mochileros que fueron capturados cerca de Vientián.
La paz prevista por el tratado duró sólo dos años. El Pathet Lao se negó a desarmarse y el EPV no abandonó el país. A fines de febrero de 1975, el Pathet Lao, con la ayuda del EPV, comenzó a atacar los bastiones del gobierno en la Llanura de las Jarras. Con la caída del gobierno de Camboya ante los Jemeres rojos el 17 de abril y la caída del gobierno de Vietnam del Sur ante el EPV el 30 de abril de 1975 los elementos no comunistas del gobierno nacional decidieron que permitir que el Pathet Lao accediera al poder sería mejor que dejar que lo tomaran por la fuerza. Long Tieng fue evacuado a mediados de mayo. El 23 de agosto de 1975, las fuerzas del Pathet Lao entraron silenciosamente en la capital, Vientián.
El 2 de diciembre de 1975, el Pathet Lao asumió firmemente el gobierno, aboliendo la monarquía y estableciendo la República Democrática Popular Lao. Poco después, el Pathet Lao firmó un acuerdo con Vietnam que permitía a Vietnam estacionar parte de su ejército en el país y enviar asesores políticos y económicos a Laos. Posteriormente, Vietnam obligó a Laos a cortar los lazos económicos restantes con sus otros vecinos, incluidos Tailandia y Camboya.
Después de que el Pathet Lao se hiciera cargo del país en 1975, el conflicto continuó en focos aislados. En 1977, un periódico comunista prometió que el partido perseguiría a los "colaboradores estadounidenses" y sus familias "hasta la raíz". Con la desaparición de la Unión Soviética, el control de Laos por parte de Vietnam se desvaneció a fines de la década de 1980. Hoy en día, "Pathet Lao" se invoca a menudo como un término general que significa nacionalismo laosiano.
- Laos 1962
- Jhviet
- Laos
- Pathet Lao